# میریستین ۳-او-روتینوساید
میریستین ۳-او-روتینوساید (به انگلیسی: Myricetin 3-O-rutinoside) با فرمول شیمیایی C27H30O17 یک ترکیب شیمیایی است. که جرم مولی آن ۶۲۶٫۵۱ گرم بر مول می‌باشد. 